# Craspedoderus dilaticollis
Craspedoderus dilaticollis là một loài bọ cánh cứng trong họ Cerambycidae.